# Inimicus cuvieri
Inimicus cuvieri är en fiskart som först beskrevs av Gray, 1835.  Inimicus cuvieri ingår i släktet Inimicus och familjen Synanceiidae. Inga underarter finns listade i Catalogue of Life.